# Xilometazolina
Xilometazolina, vendido sob o nome comercial Otrivina, é um fármaco utilizado pela medicina como descongestionante nasal. É aplicado diretamente nas narinas, nas formas de spray ou em gotas.

## Formas de apresentação
A xilometazolina é comercializada em diferentes nomes, com a dose adulta típica de 0.1% (peso/volume), e a dose para crianças menores de 12 anos de 0.05%

## Mecanismo de ação
O fármaco funciona constringindo os vasos sanguíneos presentes nas narinas. Essa vasoconstrição significa que há menor pressão nos vasos capilares e menos fluidos a serem filtrados, sendo assim, menor obstrução nasal. (Se a cor das narinas for observada depois da aplicação, é visível uma cor mais clara).
A xilometazolina é desenvolvida para simular a estrutura molecular da adrenalina que liga às mesmas células receptoras que receptam a própria adrenalina. Por essa razão, não deve ser usada por pessoas com problemas de pressão alta ou outros problemas cardíacos. (A Xilometazolina age principalmente nos receptores alfa adrenérgicos).

## Efeitos colaterais
O uso extensivo de xilometazolina pode resultar em perda da eficiência do fármaco ou uma tolerância contra o mesmo. O número de receptores diminui e quando a administração da droga é cessada, um congestionamento crônico pode ocorrer - chamado rinite medicamentosa, comumente mencionado como um congestionamento repercutido. Tratamentos de longo prazo podem causar mudanças degenerativas nas membranas da mucosa nasal, que levam a outros problemas.